# Rockwall County
Rockwall County je okres ve státě Texas v USA. K roku 2010 zde žilo 78 337 obyvatel, čímž počet obyvatel od roku 2000 vzrostl o 81,8 % (v roce 2000 zde žilo 43 080). Správním městem okresu je Rockwall. Celková rozloha okresu činí 386 km².